# Josip Šebalj
Josip Šebalj, hrvatski bosanskohercegovački bivši nogometaš i nogometni trener. Igrao za Željezničar iz Sarajeva. Igrao je za Željezničar koji je tad igrao u 2. razredu sarajevskog nogometnog podsaveza od 1921/22. Sljedeće sezone vodio je Željezničar i kao trener koji se natjecao u istom ligaškom natjecanju, skupa s Adolfom Šmitom. Sljedećih pet uzastopnih sezona, počevši od 1922./23. bio je trener-igrač. Od sezone 1923./24. bio je jedini trener. Sezone 1925./26. doveo je momčad do prvog mjesta u 2. razredu sarajevskog nogometnog podsaveza i izborio 1. razred. 1926./27. bili su zadnji u 1. razredu sarajevskog podsaveza. Od naredne sezone 1927./28., pa sedam uzastopnih sezona ukupno, više nije igrao, nego je bio samo trener. Klub se natjecao u sarajevskoj podsaveznoj ligi odnosno 1. razredu sarajevske podsavezne lige.